# Siegfried Grams
Siegfried Grams (* 13. November 1942; † 13. Mai 2014 in Meinerzhagen) war ein deutscher Fußballspieler.

## Karriere
Zur Saison 1961/62 wurde Grams bei den Grün-Weißen des SV Sodingen in den Kader für die Fußball-Oberliga West übernommen. Der Angreifer debütierte am ersten Rundenspieltag, den 6. August 1961, bei einem Auswärtsspiel gegen den 1. FC Köln in der damals erstklassigen Oberliga. Er spielte im WM-System als Mittelstürmer und erzielte gegen Mittelläufer Leo Wilden bei der 3:5-Niederlage zwei Tore. Im weiteren Rundenverlauf gelang dem Offensivtalent am 13. Januar 1962 beim Lokalderby gegen Westfalia Herne mit deren Stopper Alfred Pyka der Ausgleichstreffer zum 1:1-Remis sowie am 28. Februar 1962 bei einem Nachholspiel gegen Borussia Dortmund in der heimischen „Glück-Auf-Kampfbahn“ vor 8.000 Zuschauern, der Siegtreffer zum 1:0-Heimerfolg. Am Rundenende hatte er in 19 Ligaspielen vier Treffer erzielt; die Elf im Schatten der Zeche Mont-Cenis stieg als 15. der Tabelle aber in die 2. Liga West ab. Im letzten Jahr vor der neuen Ligeneinteilung durch die Fußball-Bundesliga, 1962/63, kam Sodingen lediglich auf den neunten Rang und verfehlte damit die Einreihung in die Fußball-Regionalliga West zur Saison 1963/64. Grams hatte in 22 Ligaspielen vier Tore an der Seite des Seniors und Torhüters Alfred Schmidt erzielt.
1963 wurde er von Trainer Fritz Langner zu Borussia Mönchengladbach geholt, der ihn aus seiner Zeit bei Westfalia Herne und den Duellen gegen Sodingen kannte. Grams konnte sich aber im Kader um Jupp Heynckes, Günter Netzer und Horst-Dieter Höttges nicht durchsetzen. So folgte er Langner, der mittlerweile Trainer beim FC Schalke 04 geworden war, 1964 nach Gelsenkirchen. Bei den Königsblauen kam Siggi Grams zunächst nur bei den Amateuren zum Einsatz, 1965 wurde er Lizenzspieler. Für den S04 gab er am 5. März 1966 sein Debüt in der Bundesliga. Beim Heimspiel gegen den SV Werder Bremen spielte er 90 Minuten, das Spiel ging 1:6 verloren.
Es blieb das einzige Bundesligaspiel von Grams, anschließend spielte er noch für den TSV Marl-Hüls in der Saison 1966/67 in der zweitklassigen Regionalliga West. An der Seite von Mitspielern wie Hermann Erlhoff und Herbert Lütkebohmert erzielte er in zwölf Ligaspielen zwei Tore für den TSV. Danach ging er in den Amateurbereich zurück und wurde Aktiver beim RSV Meinerzhagen, wo er 1974 seine Karriere beendete.